# Хайнрих II фон Мьорс
Хайнрих II фон Мьорс (на немски: Heinrich II von Moers; * вер. 1391; † 2 юни 1450) е епископ на Мюнстер (1425 – 1450), администратор на Оснабрюк (1442 – 1450) и маршал на Вестфалия (1446 – 1450).

## Биография
Той е син на граф Фридрих III фон Мьорс († 1417/1418) и съпругата му Валбурга фон Сарверден († 1418), дъщеря на граф Йохан II (III) фон Сарверден и Клара фон Финстинген-Бракенкопф. Майка му е сетра на кьолнският архиепископ Фридрих III фон Сарверден († 1414). Брат е на Фридрих IV († 1448) граф на Мьорс, Йохан I († 1431), граф на Мьорс и Сарверден, Дитрих († 1463), курфюрст и архиепископ на Кьолн (1414 – 1463), и Валрам († 1456), епископ на Утрехт (1434 – 1448) и епископ на Мюнстер (1450 – 1456). Сестра му Клара († 1457) е абатиса на „Св. Квирин“ близо до Нойс.
Хайнрих фон Мьорсе през 1410 г. пропст в Ксантен и от 1413 г. в Утрехт.